# Rusumo
Rusumo és una localitat del districte de Kirehe en la província de l'Est de Ruanda.

## Localització
Rusumo està situat a la part meridional de la Província de l'Est, vora la frontera entre Tanzània i Ruanda, aproximadament a 83 kilòmetres al sud-est de Rwamagana, la seu de la capital provincial. Es troba aproximadament a 136 kilòmetres, per carretera, al sud-oest de Kigali, la capital i ciutat principal de Ruanda. Les coordenades de la vila són:2°22'50.0"S, 30°46'38.0"E (Latitud:-2.380553; Longitud:30.777210).

## Informació general
El gener de 2015 es va obrir al públic el pas fronterer d'una sola parada. I al país estan sortint. Això disminueix amb menys molèsties. Els funcionaris de duanes i immigració d'ambdós països controlen els viatjants una vegades, al país d'on marxin. Aquest retall en el temps permet als viatgers transitar amb menys molèsties. El pas fronterer va ser inaugurat oficialment pels presidents d'ambdós països el dimecres 6 d'abril de 2016.
Rusumo es troba a l'oest de les cascades Rusumo, al riu Kagera, vora el lloc on es troba en construcció la projectada Central Hidroelèctrica de Rusumo.